# Arbeit und Recht
Arbeit und Recht (AuR) ist eine wissenschaftliche Fachzeitschrift, die sich mit aktuellen Entwicklungen der Rechtsprechung und der Auslegung neuer Gesetze im Arbeitsrecht befasst.

## Inhalt
Behandelt werden Themen der Arbeitsrechtspolitik, Erfahrungen aus der Prozesspraxis, Entscheidungen aus allen Instanzen der Arbeitsgerichte, Europäische Rechtspolitik und Rechtsetzung, Vorlagen an den Europäischen Gerichtshof, Gesetzgebung und Gesetzanwendung.
Die Zeitschrift wurde erstmals im Januar 1953 vom Bundesvorstand des Deutschen Gewerkschaftsbundes herausgegeben. Ihr wurde die Aufgabe zugewiesen, auf wissenschaftlichem Niveau eine in der Fachöffentlichkeit wahrgenommene Plattform für arbeitnehmerorientierte juristische Argumentation und Kritik zu sein.
Als Beilage beigefügt ist die vierteljährlich erscheinende wissenschaftliche Zeitschrift für Arbeits- und Sozialrecht Soziales Recht, die von Olaf Deinert und Rüdiger Krause vom Institut für Arbeitsrecht an der Georg-August-Universität Göttingen zusammen mit dem Hugo Sinzheimer Institut für Arbeitsrecht herausgegeben wird.